# Daus
|  | Aquest article tracta sobre el municipi francès. Vegeu-ne altres significats a «Dau». |

Daus (en francès Daux) és un municipi del Savès, en el Llenguadoc, en el departament de l'Alta Garona, a la regió d'Occitània.

## Monument

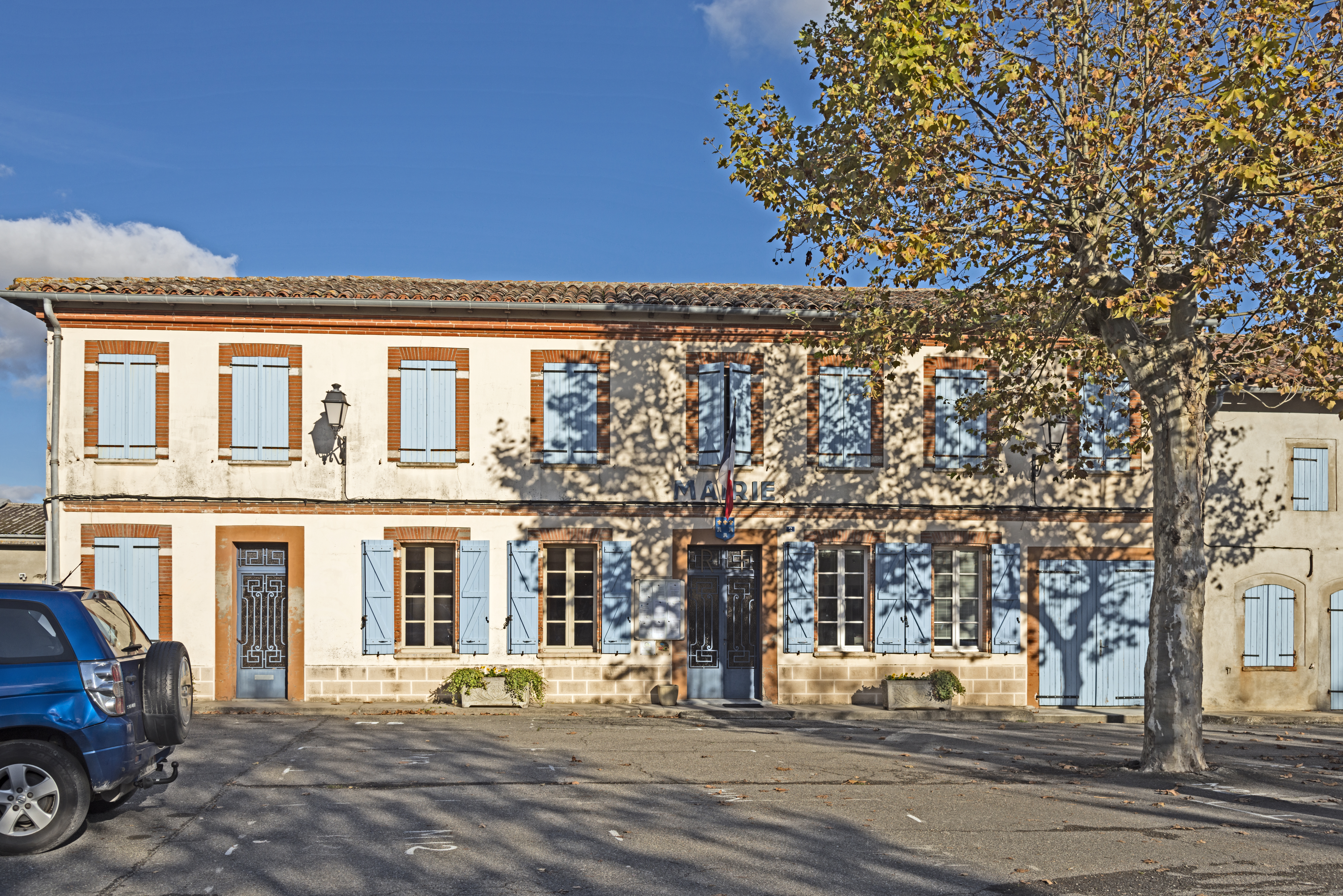
Ajuntament
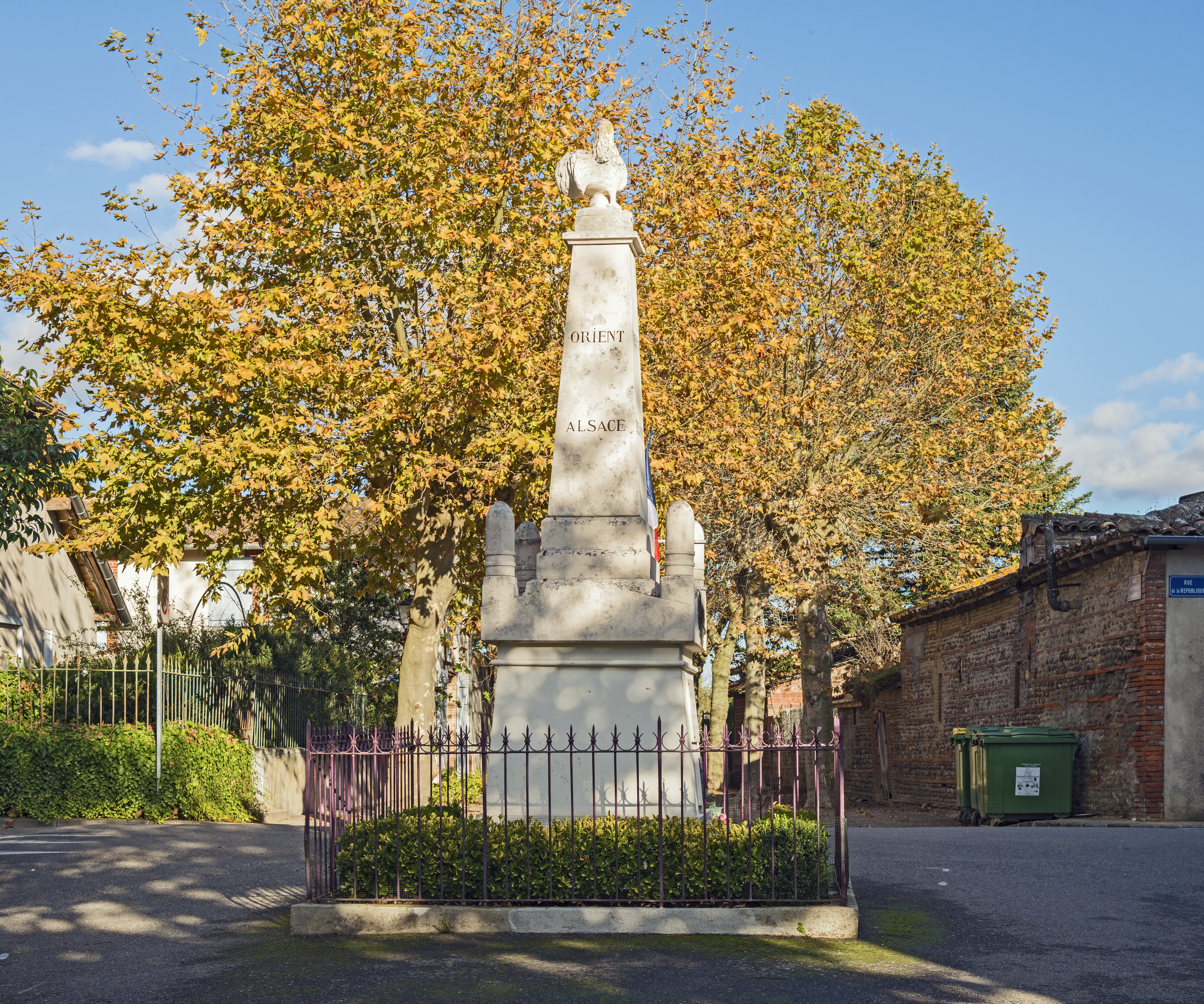
Memorial
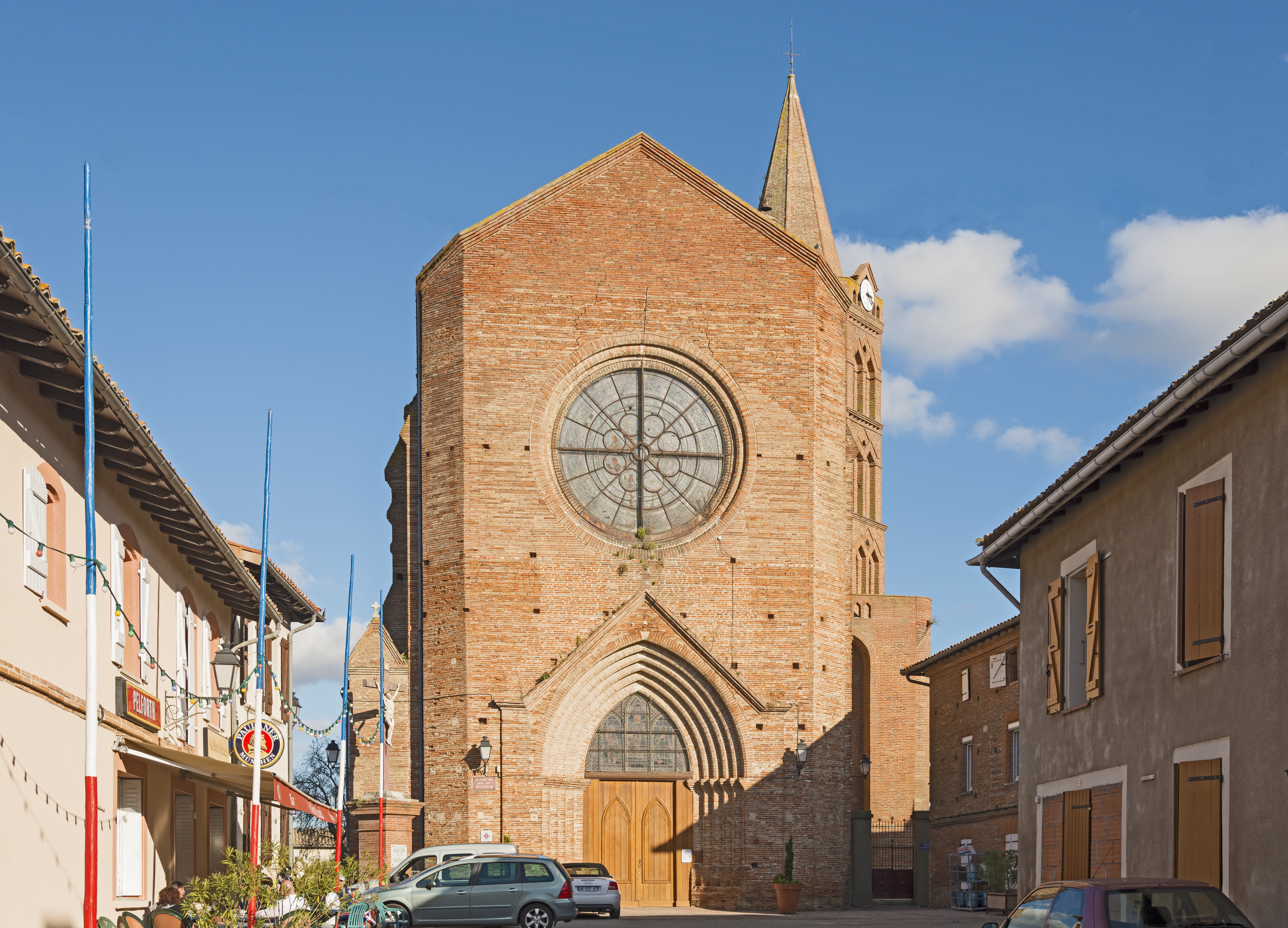
Església
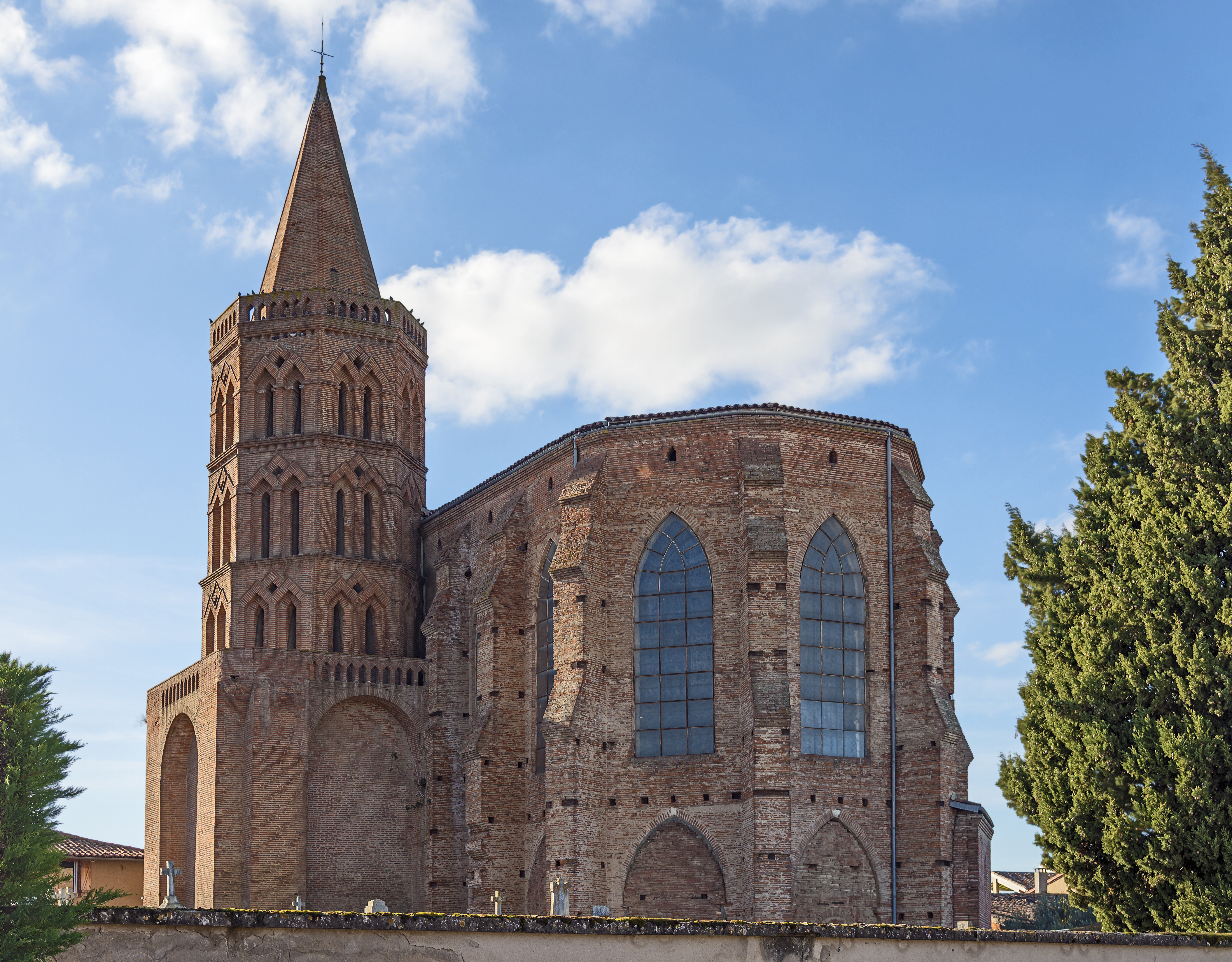
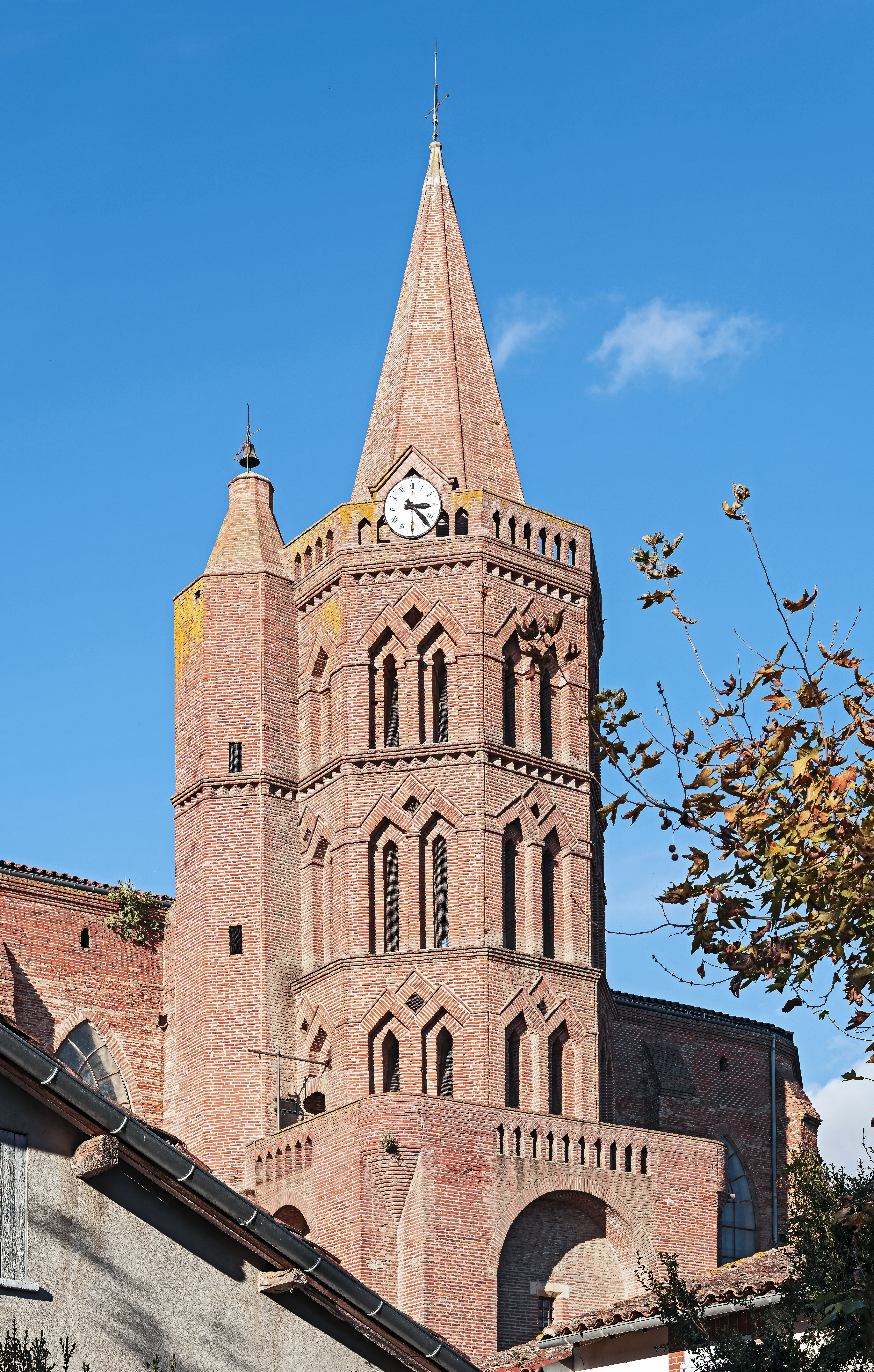